# Parakramabahu V
Parakrama Bahu V fou rei de Gampola (de fet va residir la major part del regnat a Dedigama) vers 1354 a 1359. Era fill de Vijayabahu V i germà i successor de Bhuvaneka Bahu IV. Els relats històrics no donen detalls d'aquest regnat. El va succeir Vikramabahu III, fill de Bhuvaneka Bahu IV.